# Ratimir
Ratimir war ein Knez und herrschte von 829/831 bis 838 über Pannonisch-Kroatien (kroatisch Panonska Hrvatska) mit Sitz in Sisak.

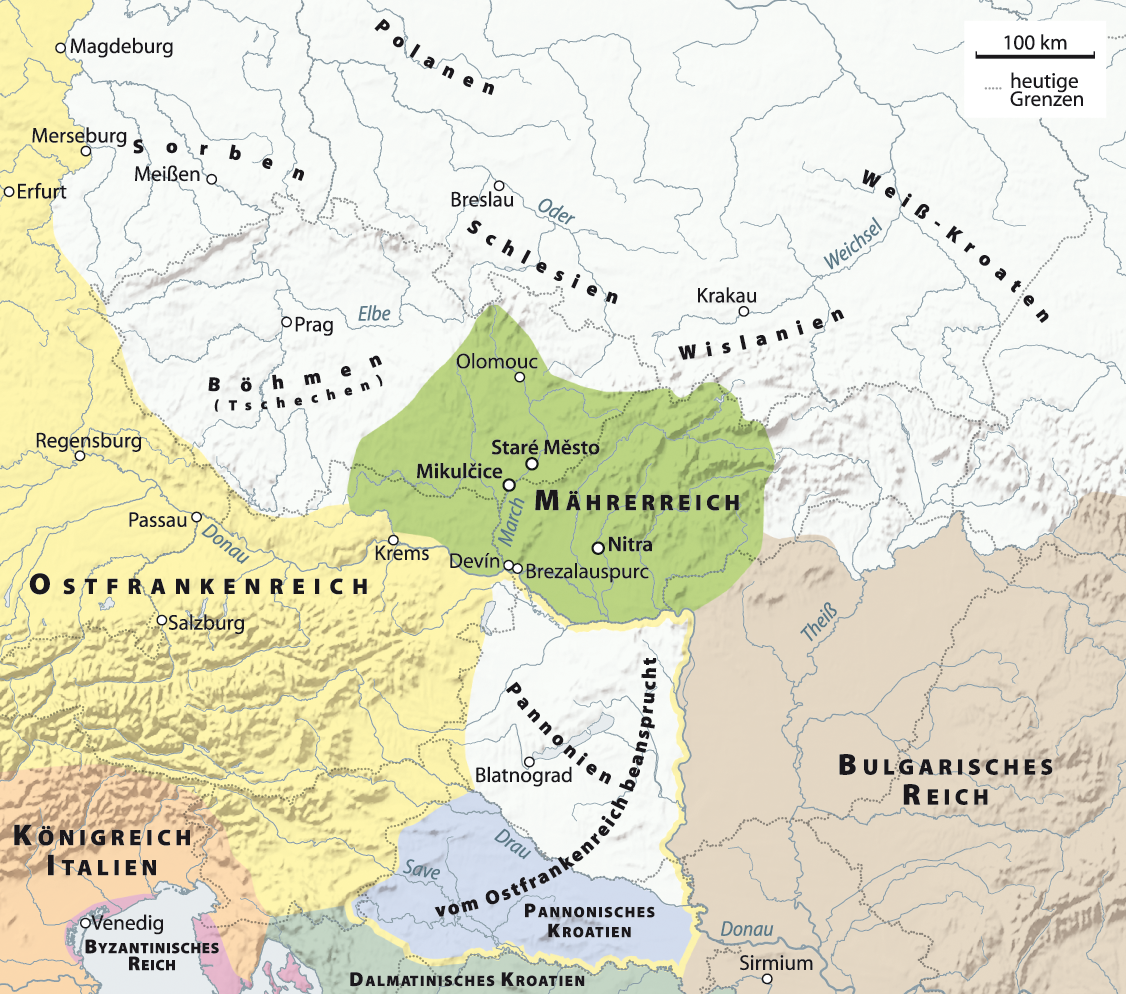
Pannonisch-Kroatien (hellblau) zum Ende der Herrschaft Ratimirs

## Leben
Ratimir war der Nachfolger von Ljudevit. Im Jahr 831 führte er mit Unterstützung der Bulgaren den Aufstand der Kroaten gegen den Grafen von Friaul und übernahm die Herrschaft. Er soll die Christen zwischen Drau und Save verfolgt haben. Zu Ratimir sollen Pribina von Nitra und dessen Sohn Kocel geflohen sein.
838 kämpfte Ratpot, Markgraf der Ostmark, im Auftrag Ludwig des Deutschen gegen Ratimir, eroberte sein Reich und vertrieb ihn. Dieses Ereignis wird in den Annales regni Francorum erwähnt. Ratimir ist vermutlich zu den Bulgaren geflohen.